# Источник (футбольный клуб)
«Источник» — российский футбольный клуб из Ростова-на-Дону. Основан в 1993 году. Лучшее достижение в первенстве России — 5 место во 2-й зоне второй лиги в 1993 году. Расформирован в 1996 году.

## Статистика выступлений

### В чемпионатах России
| Сезон | Лига                | Игры | Победы | Ничьи | Поражения | Мячи    | Очки | Место | Примечания              |
| ----- | ------------------- | ---- | ------ | ----- | --------- | ------- | ---- | ----- | ----------------------- |
| 1993  | Вторая лига, зона 2 | 30   | 16     | 5     | 9         | 49 — 29 | 37   | 5     | Вылет в Третью лигу     |
| 1994  | Третья лига, зона 2 | 32   | 17     | 10    | 5         | 54-31   | 44   | 3     |                         |
| 1995  | Третья лига, зона 2 | 30   | 17     | 7     | 6         | 50-24   | 58   | 3     |                         |
| 1996  | Третья лига, зона 2 | —    | —      | —     | —         | —       | —    | —     | Снялся после 15-го тура |

### В кубках России
| Сезон     | Раунд        | Страна      | Соперник                  | Результат |
| --------- | ------------ | ----------- | ------------------------- | --------- |
| 1994/1995 | 1/256 финала | Флаг России | Торпедо (Таганрог)        | -:+ *     |
| 1995/1996 | 1/256 финала | Флаг России | Шахтер (Шахты)            | 1:2       |
|           | 1/128 финала | Флаг России | Металлург (Красный Сулин) | 0:1       |
| 1996/1997 | 1/256 финала | Флаг России | СКА (Ростов-на-Дону)      | 2:0       |
|           | 1/128 финала | Флаг России | Шахтер (Шахты)            | 4:0       |
|           | 1/64 финала  | Флаг России | Орёл (Орёл)               | 2:1       |

* — Матч закончился со счетом 1:1 в дополнительное время и 5:4 в серии пенальти, но Источнику присуждено техническое поражение за превышение лимита замен

## Тренеры
- Акчурин Камиль Ибрагимович (1993—1995)
- Лях Иван Васильевич (1996)